# Deanna Durbin
Deanna Durbin (Winnipeg, Manitoba, Canadá, 4 de diciembre de 1921 - París, Francia, 17 de abril de 2013) fue una actriz y cantante canadiense que conoció gran fama como adolescente en musicales y comedias de Hollywood. Filmó entre 1936 y 1948 especializándose en roles de ingenua a la que sumaba una bella voz de soprano ligera.

## Biografía
Edna Mae Durbin, su verdadero nombre, nació el 4 de diciembre de 1921 en el Grace Hospital de Winnipeg (Canadá) de padres británicos, con quienes se trasladó a California en su infancia.  Fue "descubierta" por la Metro Goldwyn Mayer a través de un concurso escolar de canto en Los Ángeles, a donde se había trasladado su familia, con el objetivo de hacer una "biopic" de la cantante de ópera Ernestine Schumann-Heink, pero finalmente debutó en el cine con un corto del estudio que coprotagonizó otra adolescente de no menos fulgurante carrera, Judy Garland, "Concierto al aire libre" (Every Sunday). Ambas rondaban los 15 años. Con papeles de adolescente en producciones edulcoradas, muy al gusto de la época, logró gran popularidad y llegó a salvar a los Estudios Universal de la bancarrota con películas como Reina a los catorce años o Mentirosilla (Mad About Music).
Durbin siguió unida a Universal a lo largo de su vida profesional que se prolongó por más de una veintena de títulos, que también le dieron fama fuera de Estados Unidos. Tanto Winston Churchill como Benito Mussolini se contaron entre sus admiradores, y la tristemente famosa Anna Frank tenía una foto suya colgada en la pared del escondite en el que intentaba escapar de los nazis.
En 1938 recibió, junto a Mickey Rooney, un Premio Óscar juvenil especial por «su significativa contribución a llevar a la pantalla el espíritu y la personificación de la juventud». A los 25 años, era la segunda mujer mejor pagada de Hollywood, por detrás de Bette Davis, y su club de fanes era el más numeroso durante los años cuarenta. En 1945 rodó y participó en el elenco de la película La dama del tren, dirigida por el cineasta francés Charles David, quién se convertiría en su tercer esposo. Su última película fue For the Love of Mary, de Frederick De Cordova, en 1948.
A los 28 años se alejó de los platós al casarse con el director francés Charles David, del que tuvo su segundo hijo, y desapareció de la vida pública. «No podía ser siempre la pequeña miss Fixit que irrumpió en la canción», dijo entonces. Se recluyó con su familia, hijos, nietos y bisnietos, en la localidad francesa de Neauphle-le-Château, cerca de París. Durante décadas rechazó todas las ofertas para regresar al cine. Su voz de soprano fue descrita a menudo como «bella y natural», y su versión del aria "Un bel di vedremo", de la ópera Madama Butterfly, fue un éxito de ventas. Su popularidad hizo que se crearan muñecas con su imagen, y su primer beso en pantalla fue todo un acontecimiento para los periódicos de la época.
Con el tiempo se convirtió en una figura de culto. Nunca regresó a la pantalla, ni se arrepintió de ello, manifestándose en contra del sistema de estrellas o star-system de Hollywood.
En cierta medida, la aparición de figuras como Kathryn Grayson, June Allyson y Jane Powell llenó el vacío dejado por ella.